# ماسيمو بيجليوتشي
ماسيمو بيجليوتشي (بالإنجليزية: Massimo Pigliucci) (ولد في 16 يناير 1964)، أستاذ الفلسفة بكلية مدينة نيويورك وكان سابقًا مضيفًا لبرنامج بودكاست عن التكلم العقلاني، وكان سابقًا رئيس تحرير مجلة ساينتيا صالون عبر الإنترنت. وهو ناقد صريح للعلوم الزائفة والخلقية ومدافع عن العلمانية وداعم لتعليم العلوم.

## السيرة الذاتية
ولد بيجليوتشي في مونروفيا، ليبيريا وترعرع في روما، إيطاليا. يحمل دكتوراه في علم الوراثة من جامعة فيرارا في إيطاليا، ودكتوراه في علم الأحياء من جامعة كونيكتيكت، ودكتوراه في فلسفة العلوم من جامعة تينيسي. وهو زميل الجمعية الأمريكية لتقدم العلوم ولجنة التحقق من الشك.
كان بيجليوتشي سابقًا أستاذًا في علم البيئة والتطور في جامعة ستوني بروك. قام بالدراسة والبحث في تكيفية النمط الظاهري وتفاعلات البيئة الوراثية والانتقاء الطبيعي والقيود المفروضة على الانتقاء الطبيعي من خلال التركيب الجيني والتنموي للكائنات الحية. وفي عام 1997، في أثناء عمله في جامعة تينيسي حصل بيجليوتشي على جائزة ثيودوسيوس دوبجانسكي التي تمنحها سنويًا جمعية دراسة التطور للتعرف على الإنجازات والوعد المستقبلي لعالم الأحياء التطوري الشاب المتميز. كفيلسوف، يهتم بيجليوتشي ببنية وأسس نظرية التطور والعلاقة بين العلم والفلسفة والعلاقة بين العلم والدين. وهو مؤيد للتركيب التطوري الموسع لتوحيد أجزاء من علم الأحياء لا يغطيها «الاصطناع الحديث» في القرن العشرين.
كتب بيجليوتشي بانتظام لمجلة سكيبتيكال إنكوايرر في مواضيع مثل نكران التغير المناخي والتصميم الذكي والعلوم الزائفة والفلسفة. وقد كتب أيضًا لمجلة فيلوسفي ناو ولديه مدونة بعنوان «التحدث العقلاني». ناظر «منكري التطور» (مؤيدي نظرية خلقية الأرض الفتية والتصميم الذكي)، ومنهم كان مؤيدي نظرية خلقية الأرض الفتية دوان كيش وكينت هوفيند وأنصار التصميم الذكي ويليام ديمبسكي وجوناثان ويلز في مناسبات عديدة.
كان يحتوي آخر بودكاست له والذي كان بعنوان ستويك مديتايشنز على قراءات من الرواقيين القدماء يليه تعليقه كي يفسر القراءة ويضعها في السياق. وقد كتب أيضًا لمجلة فيلوسوفي ناو ويدير مدونة تسمى «التحدث العقلاني».

## التفكير النقدي والشك
بيجليوتشي مُلحد لكنه لا يعتقد أن التعلم يتطلب بالضرورة الإلحاد، بسبب إختلافين وهما: الاختلاف بين الطبيعة المنهجية والطبيعية الفلسفية والاختلاف بين الأحكام القيمة وقضايا الواقع. ويعتقد أن العديد من العلماء ومعلمي العلوم يفشلون في تقدير هذه الاختلافات. انتقد بيجليوتشي الكُتاب الملحدين الجدد لاعتناقهم ما يعتبره العلموية (على الرغم من أنه يستبعد إلى حد كبير الفيلسوف دانيال دينيت من هذه التهمة). في مناقشة لأجوبة كتابه لأرسطو: كيف يمكن للعلم والفلسفة أن تقودنا إلى حياة ذات معنى أكثر، أخبر بيجليوتشي مضيف البودكاست المتشكك ديريك كولاندونو “كان أرسطو أول مفكر قديم يأخذ على محمل الجد فكرة أنك تحتاج إلى كل من الحقائق التجريبية، أنت بحاجة إلى فهم قائم على الأدلة لفهم العالم وتحتاج إلى أن تكون قادرًا على أن تعكس ذلك على معنى تلك الحقائق... إذا كنت تريد إجابات عن الأسئلة الأخلاقية لذلك لا تسأل طبيب الأحياء العصبية ولا تسأل عالم الأحياء التطوري ولكن اسأل الفيلسوف".

## وصلات خارجية
- ماسيمو بيجليوتشي منشورات مفهرسة من قبل جوجل سكولار